# Brattalid

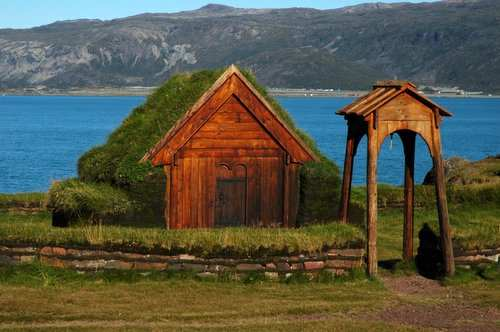
Rekonstruktion av kyrkan vid Brattalid, Tjodhildskyrkan.

Brattalid (även Brattahlid, isländska: Brattahlíð), som betyder brant sluttning, är Erik Rödes gård i nuvarande Qassiarsuk på södra Grönland.
Vid Brattalid hittades rester av den första kyrkan som fanns på Grönland. Kyrkan var byggd av torv med de invändiga måtten 3 x 3,5 meter. 
Enligt Erik Rödes saga lät den byggas av Eriks hustru Tjodhild efter att hon konverterat till kristendomen. Det var deras son Leif Eriksson som på uppdrag av den norske kungen Olav Tryggvason ledde missionsuppdraget på Grönland.
En arkeologisk expedition företogs 1932 under ledning av Poul Nørlund och Mårten Stenberger. Under utgrävningarna grävdes bland annat kyrkan, sannolikt från 1100-talet ut. Flera hus grävdes också ut, dels ett långhus och flera yngre byggnader av på Grönland och Island vanlig typ. Lösfynden som påträffades härrörde från 1000-talet till 1300-talet.
Långhuset, Brattalid-huset, visade sig vara tämligen välbevarat. Huset är ett långhus, med en grund av olikstora stenar schaktade i långa högar som grund. I mitten hittades en eldhärd med mark som var svart av kol och sot från eldar och i grunden har en del intressanta fynd hittats. Kanske mest intressant är dock en sländtrissa vilken fått en liten slarvig torshammare inristad liksom på måfå.